# Головин, Пётр Петрович (ум. 1654)
Пётр Петро́вич Голови́н (ум. 1654) — русский государственный и военный деятель, стольник (1639), окольничий, первый якутский воевода, каширский наместник. Второй сын боярина Петра Петровича Меньшого Головина (ум. 1627), младший брат окольничего и воеводы Василия Петровича Головина.

## Якутский воевода
В 1638 году царь Михаил Фёдорович назначил Петра Головина первым воеводой в Ленский острог. Его помощниками были назначены стольник Матвей Глебов (второй воевода) и дьяк Ефим Филатов. Они получили приказ «присматривать пашенные и сенокосные места по реке Лене, распоряжаться относительно сбора ясака, постройки острожков и открытия новых земель». В ноябре 1639 года Головин и Глебов прибыли в Енисейск, где находились до середины лета 1640 года. В июле 1641 года Головин и Глебов с отрядом казаков (395 чел.) и 5 священниками прибыли в Ленский острог. При передаче им полномочий воеводы обещали «во всём расправу чинить в правду», «береженье держать» и «воров от воровства унимать». Однако в действительности первый воевода Головин отличался жестокостью в отношении инородцев и русских жителей острога.
В первый год воеводства Головина Ленский острог был затоплен при разливе реки Лены. Воевода отправил письменного голову Василия Пояркова «по многим урочищам», чтобы искать новое место для перенесения крепости. Поярков прибыл на Эюков луг, который был найден «под острожное место самым лутче и угоже». В 1643 году Ленский острог был перенесён на новое место, на левый берег Лены, в долину Туймаада, к озеру Сайсары. Острог стал городом и был назван Якутском.

## Якутское восстание
В феврале 1642 года вспыхнуло крупное восстание якутов. В бунте участвовали кангаласцы, намцы, ботурусцы, бетунцы, борогонцы, мегинцы, амгинцы и одейды. Во главе восстания стояли Откурай, Бозек и их братья, вожди-тойоны кангаласский Еюк Никин и намский Мымах. Причиной выступления стали действия якутского воеводы Петра Головина и его сборщиков ясака, а также переписчиков. Головин велел провести перепись ясачного населения с целью упорядочения взимания налогов. Однако якуты превратно поняли действия воеводы — он-де намеревается отобрать у них весь скот, а самих, возможно, даже уничтожить.
Повстанцы разбили и уничтожили несколько небольших отрядов русских сборщиков ясака. Одновременно были перебиты русские промышленники, находившиеся на промыслах. Восстание охватило многие районы воеводства. В начале марта 1642 года якуты (более 700 человек) подступили к Якутскому острогу и попытались его осадить. Из-за разногласий якутские тойоны вскоре сняли осаду с острога и отступили в свои улусы. В апреле—мае Головин, получив подкрепления, беспощадно подавил восстание и после пыток повесил в остроге 23 человека. Были убиты «лутчие люди» со всех улусов, сыновья Тыгына, сожжены многие якутские острожки вместе с их жителями.
Во время восстания Головин поссорился со своими товарищами. Его помощники, второй воевода Матвей Глебов и дьяк Ефим Филатов, по-видимому, не согласные с его методами утверждения ясачного режима, выступили против. По приказу первого воеводы Глебов и Филатов вместе со своими семьями были арестованы и заключены в темницу. Также были брошены в тюрьму многие служилые и промышленные люди. Глебов провёл в заключении два года. Пётр Головин обвинял своих товарищей в измене, будто они призывали якутов совершить набег на Якутск, чтобы «побить боярских детей и служилых людей, а также в подговоре к убийству самого Головина». Царское правительство поручило енисейскому воеводе Василию Пушкину расследовать действия Головина. Якутские жители подали Пушкину «мирскую» челобитную, в котором писали, что Глебов и Филатов пострадали невинно, так как Головин «разными пытками и мучениями добивался, чтоб их люди и некоторые якуты взводили на них обвинения, придуманные Головиным».
В 1643 году воеводой Головиным был посажен в тюрьму его ближайший помощник, письменный голова Еналей Бахтеяров, вернувшийся из экспедиции, благодаря которой впервые стало известно о реках Амур, Зея, Шилка и народе дауров. Позднее об этом случайно узнали в Енисейске и донесли в Москву. По воле царя было назначено специальное расследование, которое выяснило абсолютную невиновность Бахтеярова. В июле 1643 года Головин отправил на реку Амур большой отряд казаков (133 чел.) с пушкой, во главе с другим письменным головой Василием Поярковым. Воевода выделил им из казны судовой инструмент, парусину, пищали, боеприпасы, а также медных котлов и тазов, сукна и бисер для меновой торговли с аборигенами.
В сентябре 1644 года царь Михаил Фёдорович назначил новыми воеводами в Якутске Василия Пушкина и Кирилла Осиповича Супонева, поручив им «произвести сыск о действиях Головина». В 1645 году по царскому указу Головин, Глебов и Филатов под стражей были отправлены из Якутска в Москву. В результате длительного расследования второй воевода Матвей Глебов и дьяк Ефим Филатов были признаны невиновными.

## Последние годы
В марте 1654 года Головин участвовал в Москве в рассмотрении Переяславского договора с Богданом Хмельницким; упоминается как окольничий и наместник каширский.
В 1654 году окольничий Пётр Петрович Головин скончался, оставив после себя четырёх сыновей — Ивана, Михаила, Алексея и Демида.